# Mary Celeste
Tàu Mary Celeste (hay Marie Céleste như được đề cập đến bởi Sir Arthur Conan Doyle và những người khác sau ông) là một thương thuyền hai cột buồm của Mỹ nổi tiếng về việc được phát hiện vào ngày 4 tháng 12 năm 1872 ở Đại Tây Dương, không có người và dường như đã bị bỏ không (thiếu một thuyền cứu sinh), mặc dù thời tiết lúc đó tốt và thủy thủ đoàn là những người đi biển rất có kinh nghiệm và năng lực. Tàu Mary Celeste vẫn trong điều kiện đáp ứng tốt cho một cuộc hành trình trên biển và vẫn đang căng buồm hướng vậy luôn về phía eo Gibraltar. Nó đã ở trên biển một tháng cho tới lúc đó và có thức ăn, nước đủ dùng cho hơn 6 tháng trên boong. Hàng hóa trên tàu gần như không có hư hại gì và những vật dụng cá nhân của hành khách và thủy thủ đoàn vẫn ở nguyên vị trí, bao gồm cả những vật có giá trị. Từ thời điểm đó không có ai nhìn thấy hay nghe được tin tức gì từ thủy thủ đoàn nữa. Sự mất tích của họ được cho là bí ẩn hàng hải lớn nhất mọi thời đại.
Số phận thủy thủ đoàn của con tàu đã và đang là chủ đề của nhiều cuộc bàn luận. Các giả thuyết được đưa ra khá nhiều: từ hơi cồn đến động đất ngầm dưới biển, vòi rồng, tới những giải thích siêu nhiên gồm bị người ngoài hành tinh bắt cóc, quái vật biển và hiện tượng tam giác quỷ Bermuda. Mary Celeste thường được miêu tả như con tàu ma nổi tiếng nhất vì nó được phát hiện bị bỏ hoang mà không có lời giải thích thỏa đáng nào, và tên của nó cũng được sử dụng như từ đồng nghĩa với các trường hợp tàu ma khác.

## Chiếc tàu bị bỏ rơi
Mary Celeste là một chiếc thuyền buồm dài 103-foot (31 mét), 282-tấn. Nó được đóng với cái tên Amazon tại Spencer's Island, Nova Scotia, năm 1861, chiếc tàu chở hàng lớn đầu tiên được đóng tại vùng này của Nova Scotia. Thuyền trưởng đầu tiên của con tàu chết ngay từ đầu chuyến đi đầu tiên của nó. Mọi người cho rằng con tàu này không may mắn vì nhiều chuyến đi không thành công và nó đã bị đổi chủ nhiều lần. Trong chuyến hải trình đầu tiên của nó năm 1862, nó đã bị hư hại nặng sau 1 cuộc va chạm tàu. Khi đang được sửa chữa ở bến cảng, nó phát cháy. Năm 1863, nó vượt Đại Tây Dương lần đầu tiên và ở eo biển Manche, nó va vào 1 chiếc tàu khác làm chiếc này bị chìm. Chiếc "Amazon" cũng bị hư hại nặng. Bốn năm sau đó, vào năm 1867, nó mắc cạn ở đảo Cape Breton, ngoài khơi bờ biển Canada. Con tàu hầu như bị tàn phá và phải được đóng lại. Một cơn bão đã hất nó lên bãi biển Vịnh Glace, Nova Scotia đầu năm 1869, và sau đó nó được bán cho một người chủ Mỹ, người này đổi tên con tàu thành Mary Celeste năm 1869.
Ngày 5 tháng 11 năm 1872, dưới sự chỉ huy của Thuyền trưởng Benjamin Briggs, chiếc tàu với hàng hóa là cồn công nghiệp của Meissner Ackermann & Coin đi từ Staten Island, New York tới Genoa, Ý. Ngoài thủy thủ đoàn bảy người, trên tàu còn có thuyền trưởng và hai hành khách khác: vợ thuyền trưởng, Sarah E. Briggs (nhũ danh Cobb), và cô con gái hai tuổi, Sophia Matilda, đưa tổng số lên 10 người.
Ngày 4 tháng 12 năm 1872 (một số báo cáo đưa ra thời điểm ngày 5 tháng 12, vì ở thế kỷ 19 chưa có múi giờ tiêu chuẩn) chiếc Mary Celeste được chiếc Dei Gratia, dưới sự chỉ huy của Thuyền trưởng David Reed Morehouse, người có quen biết Thuyền trưởng Briggs, nhìn thấy. Chiếc Dei Gratia đã rời cảng New York chỉ sau chiếc Mary Celeste bảy ngày. Thủy thủ đoàn trên chiếc Dei Gratia quan sát nó trong hai giờ và kết luận rằng nó đang trôi dạt, dù chiếc tàu không phát đi tín hiệu cầu cứu. Oliver Deveau, Thuyền phó thứ nhất chiếc Dei Gratia, dẫn một đội thủy thủ đi thuyền nhỏ sang Mary Celeste. Ông phát hiện chiếc tàu đã bị bỏ hoang, dù nói chung nó vẫn ở tình trạng tốt.
Dù Deveau đã báo cáo rằng "cả con tàu hoàn toàn lộn xộn và ẩm ướt." Chỉ có một chiếc bơm đang hoạt động, với rất nhiều nước giữa các tầng và có khoảng ba feet rưỡi nước trong khoang. Tất cả buồm vẫn được giương lên và vẫn còn tốt. Hàng hóa vẫn còn nguyên. Còn đủ lương thực cho 6 tháng nữa và còn nhiều nước ngọt. Tất cả đồ dùng cá nhân của thủy thủ đoàn (áo quần, giày ống, tẩu thuốc...) đều còn trên tàu. Có một số đồ chơi của trẻ con trên giường của thuyền trưởng. Còn đồ ăn đồ uống trên bàn trong phòng. Cửa sập phía trước và buồng lái đều mở toang, mặc dù cửa hầm bị đóng kín. Chiếc đồng hồ không chạy và la bàn đã bị phá huỷ. Kính lục phân và đồng hồ hàng hải bị lấy đi, cho thấy khả năng con tàu đã bị bỏ rơi có chủ ý. Chiếc thuyền cứu sinh duy nhất còn lại dường như đã được hạ thủy có chủ định chứ không phải bị cướp đi. Có 2 vết cắt sâu ở mũi tàu, gần đường mớn nước. Có 1 vết chém sâu dọc thành tàu, vết do rìu chém. Trên boong tàu có những vệt máu khô sẫm, và trên thanh kiếm của thuyền trưởng ở trong phòng cũng có vết máu.
Số hàng 1701 thùng cồn còn nguyên vẹn, dù khi số hàng được hạ xuống tại Genoa, chín thùng được thấy đã rỗng không. Số lương thực và nước uống dự trữ cho sáu tháng đã biến mất. Tất cả giấy tờ của tàu ngoại trừ nhật ký hàng hải của thuyền trưởng đã mất. Nhật ký hàng hải được ghi lần cuối ngày 24 tháng 11 tại địa điểm cách 1000 km về phía tây Açores nhưng con tàu đã chạy theo 1 đường thẳng. Ghi chép tìm được cho thấy con tàu đã tới đảo Santa Maria tại Azores ngày 25 tháng 11.
Thủy thủ đoàn chiếc Dei Gratia được chia làm hai để điều khiển chiếc Mary Celeste tới Gibraltar, nơi, trong một phiên tòa, họ đã được vị thẩm phán ca ngợi về lòng can đảm và trình độ nghề nghiệp. Tuy nhiên, viên chức Tòa án của Bộ hải quân Frederick Solly Flood đã chuyển những phiên tòa từ vụ cứu hộ đơn giản thành một phiên tòa thật sự xét xử thủy thủ đoàn chiếc Dei Gratia, mà Flood cho rằng đã có hành động phản phúc. Cuối cùng, phiên tòa đã trao thưởng cho thủy thủ đoàn, nhưng số tiền ít hơn nhiều so với số đáng ra phải có, để "trừng phạt" vì cái gọi là sai sót của họ mà phiên tòa không thể chứng minh.

## Số phận thủy thủ đoàn và hành khách
Không một ai trong số thủy thủ đoàn và hành khách trên chiếc Mary Celeste được tìm thấy. Số phận của họ có thể không bao giờ được tìm ra.
Đầu năm 1873 có báo cáo rằng hai chiếc thuyền cứu sinh đã cập bến tại Tây Ban Nha, trên một chiếc có một xác người và một lá cờ Mỹ, trên chiếc kia có năm xác. Từng có giả thuyết cho rằng đó là xác của các thủy thủ chiếc Mary Celeste. Điều này chưa từng được xác nhận bởi nhân dạng của các xác chết chưa từng được điều tra.

## Số phận con tàu
Con tàu tiếp tục được nhiều chủ sử dụng tiếp trong 12 năm nữa trước khi được chất hàng là giày ống và thức ăn cho mèo trong chuyến đi cuối cùng với vị thuyền trưởng đang muốn đánh chìm nó, rõ ràng là để đòi tiền bảo hiểm. Kế hoạch không thành công bởi con tàu không chịu chìm, nó lao lên Bãi đá ngầm Rochelois tại Haiti. Những tuyên bố khám phá xác tàu đã được đưa ra ngày 9 tháng 8 năm 2001, bởi một đội thám hiểm do tác giả Clive Cussler đứng đầu (đại diện National Underwater and Marine Agency) và nhà quay phim Canada John Davis (chủ tịch ECO-NOVA Productions of Canada), nhưng một cuộc phân tích tại Canada đã bác bỏ tuyên bố này. Scott St. George thuộc Geological Survey của Canada và Phòng thí nghiệm thuộc Tree-Ring Research tại Đại học Arizona đã phân tích những mẫu do NUMA cung cấp và tuyên bố là xác tàu Mary Celeste, và phát hiện gỗ đó được lấy từ những cây vẫn còn sống ít nhất một thập kỷ sau khi con tàu đã đắm, như được trích dẫn trên tờ The London Independent ngày 23 tháng 1 năm 2005.

## Suy đoán vềMary Celeste
Hàng chục giả thuyết đã được đưa ra giải thích số phận bí ẩn của thủy thủ đoàn và hành khách trên tàu, từ thông thường tới quái dị.
Những giả thuyết kỳ lạ nhất dựa trên số lượng cồn trên tàu. Briggs chưa bao giờ chở loại hàng hóa nguy hiểm như vậy và không tin tưởng nó. Chín barrel thiếu có thể đã tạo ra một đám hơi trong khoang tàu. Nhà sử học Conrad Byers tin rằng Thuyền trưởng Briggs đã ra lệnh mở khoang tàu. Một đám khói hơi mạnh thoát ra và sau đó là hơi nước. Thuyền trưởng Briggs tin rằng chiếc tàu sắp nổ và ra lệnh cho mọi người lên xuồng cứu sinh. Trong khi vội vã, ông đã không kịp nối thuyền cứu sinh với tàu bằng một sợi dây chắc chắn. Gió nổi lên và thổi tàu đi xa khỏi họ. Những người trên xuồng cứu sinh hoặc đã chết đuối hoặc đã trôi dạt trên biển và chết vì đói khát và ánh nắng.
Một giả thuyết tinh vi hơn dựa trên lập luận này được nhà sử học người Đức Eigel Wiese đưa ra năm 2005. Theo ý kiến của ông, các nhà khoa học tại Đại học London đã tạo ra một mô hình khoang tàu theo tỷ lệ để xem xét giả thuyết đám khói bốc lửa sau khi cồn bay hơi. Sử dụng butane làm nhiên liệu và thùng giấy để chứa, khoang tàu được đóng kín và sau đó hơi được đánh lửa. Lực nổ thổi cánh cửa khoang mở tung và làm rung động mô hình theo tỷ lệ, bằng cỡ một chiếc quan tài. Ethanol cháy ở nhiệt độ khá thấp với điểm cháy 13 °C hay 55.4 °F. Chỉ cần một tia lửa nhỏ, ví dụ như từ hai vật kim loại cọ xát vào nhau. Không thùng chứa bằng giấy nào bị hư hại, cũng không có vết cháy xém nào. Giả thuyết này có thể giải thích số lượng hàng vẫn còn nguyên vẹn và vết gãy trên xà tàu, có thể do một trong những cánh cửa khoang hàng. Đám cháy hơi cồn này trong khoang có thể đã khá lớn và có thể đủ để khiến thủy thủ đoàn hoảng sợ để rời tàu nhưng nó không đủ mạnh để để lại dấu vết. Một sợi thừng sờn kéo dưới nước phía sau tàu có thể là bằng chứng cho thấy thủy thủ đoàn vẫn nối dây với tàu hy vọng đám cháy sẽ qua. Con tàu bị bỏ lại khi vẫn căng tất cả các buồm và một cơn bão đã được ghi nhận chỉ một thời gian ngắn sau đó. Có thể sợi dây nối với xuồng cứu sinh đã đứt vì lực kéo quá mạnh. Một con thuyền nhỏ trong bão không thể so sánh được với Mary Celeste.
Một số người đưa ra giả thuyết cho rằng cồn chính là nguyên nhân dẫn tới sự biến mất của thủy thủ đoàn, nhưng với lý do khác. Họ tin rằng thủy thủ trên tàu Mary Celeste đã vào khoang và uống số lượng cồn chứa trong đó, phản bội và giết hại Thuyền trưởng Briggs và sau đó đã đánh cắp một xuồng cứu sinh.
Các giả thuyết khác đưa ra nguyên nhân về một vụ nổi loạn trong thủy thủ đoàn, giết hại vị thuyền trưởng khắc nghiệt Briggs cùng gia đình ông rồi sau đó bỏ trốn trên một chiếc thuyền cứu sinh. Tuy nhiên, không hề có bằng chứng cho thấy Thuyền trưởng Briggs là típ người có thể khiến thủy thủ đoàn của mình nổi loạn. Thuyền phó Albert Richardson và những thủy thủ còn lại đều có lý lịch tốt.
Một giả thuyết khác cho rằng con tàu đã gặp một vòi rồng, một cơn bão kiểu lốc xoáy với một đám mây hình phễu trên biển. Trong trường hợp đó, vùng nước xung quanh tàu có thể, khi bị hút lên trên, tạo cảm tưởng rằng chiếc Mary Celeste đang đắm. Điều này có thể giải thích tại sao chiếc Mary Celeste lại ướt nhẹp khi thủy thủ đoàn chiếc Dei Gratia tìm thấy nó, và một sự sợ hãi ghê gớm của mọi người có thể giải thích vết trầy trên rầm và chiếc la bàn hỏng được tìm thấy, cũng như chiếc thuyền cứu sinh đã mất. Một giả thuyết khác cho rằng một trận động đất trên biển đã khiến thủy thủ đoàn hoảng sợ rời bỏ con tàu. Tuy nhiên, những người đi biển nói chung đồng ý rằng việc rời bỏ con tàu chỉ là một biện pháp cuối cùng.
Một giả thuyết khác cho rằng một trường hợp nhiễm độc ergot đã xảy ra do nguyên nhân từ những chiếc bánh mì trên tàu và có thể đã khiến tất cả những người trên boong tự lao mình xuống biển.
Brian Hicks và Stanley Spicer trong những cuốn sách gần đây đã nêu lên một giả thuyết hoàn toàn hợp lý rằng Thuyền trưởng Briggs đã mở cửa khoang để thông gió khi thời tiết biển đang yên tĩnh. Đám hơi cồn độc hại từ trong khoang có thể đã đầu độc vị thuyền trưởng và thủy thủ đoàn tới mức họ phải rời bỏ tàu để lên xuồng, chỉ nối với tàu bằng một sợi dây không đủ chắc. Nếu sợi dây đứt khi thời tiết thay đổi và do gió thì sẽ dễ dàng giải thích được sự rời bỏ bí ẩn và đột ngột khỏi con tàu với các cánh cửa khoang, cửa sổ mở tung.

#### Giấy tờ của Abel Fosdyk
Hơn 40 năm sau khi chiếc Mary Celeste được tìm thấy, những giấy tờ và tài liệu thuộc về một người đã chết, có trình độ tên là Abel Fosdyk tuyên bố rằng ông ta đã là một hành khách bí mật trên tàu. Fosdyk cho rằng một ngày, sau một cuộc tranh cãi vui với một thủy thủ về khoảng cách một người có thể bơi được với quần áo trên người, Thuyền trưởng Briggs và thủy thủ đoàn đã nhảy xuống biển, trong khi vợ Thuyền trưởng Briggs và con gái, Fosdyk, cùng hai thủy thủ khác đứng trên một boong đặc biệt để quan sát cuộc vui. Bỗng nhiên, cá mập lao tới tấn công những người ở dưới nước. Những thủy thủ trên tàu chạy lên boong để quan sát rõ hơn, khiến nó đổ sập và hất tất cả xuống biển. Fosdyk, rơi lên một mảnh ván, là người duy nhất sống sót. Không thể lên được tàu, ông đã trôi dạt nhiều ngày trên biển và cuối cùng dạt tới bờ biển Châu Phi. Sợ hãi vì những gì đã trải qua, ông không bao giờ kể lại cho bất kỳ ai. Câu chuyện của Fosdyk chưa bao giờ được chứng minh, và nhiều điều không chính xác (như việc Fosdyk miêu tả các thủy thủ là người Anh) cho thấy đây có thể là chuyện giả mạo.

## Câu chuyện trong văn hóa đại chúng
Những con tàu vô chủ rất thường thấy ở thế kỷ 19 và không phải hoàn toàn không được biết tới ở thế kỷ 20 (ví dụ chiếc SS San Demetrio) nhưng tác phẩm của Solly Flood và sau đó là của Arthur Conan Doyle đã tạo ra một huyền thoại về Mary Celeste. Năm 1884 Doyle xuất bản một câu chuyện có tựa đề "J. Habakuk Jephson's Statement", một phần của cuốn sách The Captain of the Polestar. Câu chuyện của Doyle dựa theo đúng sự kiện nguyên bản nhưng thêm nhiều chi tiết hư cấu và gọi chiếc tàu là Marie Céleste. Đa số những chi tiết hư cấu, và cả cái tên không chính xác, đã trở thành gần như sự thực trong văn hóa đại chúng về vụ việc, và thậm chí còn được nhiều tờ báo coi là sự thật. Chúng miêu tả những tách trà vẫn còn ấm và bữa sáng đang được chuẩn bị khi con tàu được phát hiện; các chi tiết này đều xuất phát từ câu chuyện của Doyle. Thực tế, lần cuối cùng nhật ký hàng hải trên tàu được ghi đã từ mười một ngày trước khi nó được phát hiện.
Câu chuyện hư cấu đã được chuyển thể thành một bộ phim Anh sản xuất năm 1935 với tên gọi The Mystery of the Marie Celeste (cũng được gọi là Phantom Ship), với diễn viên Bela Lugosi.
Ngày 27 tháng 12 năm 1955 chương trình radio Suspense đã đưa ra một lời tường thuật hư cấu về sự mất tích bí hiểm, theo đó thủy thủ đoàn đã rời tàu khi họ cập bờ tại một doi cát ở cửa một con sông châu Phi.
Cuốn sách năm 1956, The Wreck of the Mary Deare, của Hammond Innes, cũng lấy cảm hứng từ câu chuyện tàu Mary Celeste.
Nhiều tập trong loạt phim truyền hình Star Trek đã dùng lại câu chuyện tàu Mary Celeste về một con tàu được tìm thấy mà không có bất kỳ người nào trên boong.
Tập The Chase (1965) thuộc loạt phim Doctor Who cho rằng khi những Dalek, vốn có khả năng đi xuyên thời gian, xuất hiện, các thủy thủ đã hoảng sợ tới mức phải nhảy ra khỏi tàu.
Năm 1973, tác giả viễn tưởng khoa học Philip José Farmer đã viết một tiểu thuyết, The Other Log Of Phileas Fogg, trong đó hai nhân vật nổi tiếng nhất của Jules Verne là Phileas Fogg và Captain Nemo đã chiến đấu với nhau trong một cảnh trên boong tàu Mary Celeste.
Truyện The Langoliers trong tập Four Past Midnight của Stephen King cũng đề cập tới tàu Mary Celeste.
Al Stewart, trong bài hát "Life in Dark Water" thuộc album Time Passages, có đề cập tới Marie Celeste, có lẽ để ngụ ý rằng một con tàu khác (tàu ngầm) cũng đã bị rời bỏ.
Bộ phim kinh dị năm 1990, làm lại theo phim Night of the Living Dead, một tấm biển ngoài cánh cửa trước của ngôi nhà trang trại viết "M. Celeste." Đạo diễn Tom Savini nói trong phần bình luận DVD rằng đây ám chỉ Mary Celeste. Các chi tiết khác, gồm cả các cảnh khói vẫn đang bốc lên từ điếu thuốc trong gạt tàn và thức ăn vẫn đang được nấu trên bếp, nhưng tất cả mọi người đã biến mất.
Một tập năm 1996 của loạt phim The Real Adventures of Jonny Quest với tựa đề "In the Wake of the Mary Celeste" cũng đề cập tới con tàu.
Bài hát "Sinking", từ album La Peste 2000 Alabama 3 nói về một con tàu bị bỏ rơi ngoài biển sau khi thuyền trưởng tàu chết vì dùng thuốc quá liều. Trong bài hát, những lời cuối của thuyền trưởng là: Cẩn thận, đừng nhìn vào Mary Celeste, this quest of ours is cursed.
Tựa của Nurse With Wound's 2003 album Salt Marie Celeste cũng ám chỉ tới Mary Celeste.
Trong truyện ngắn And I Only Am Escaped to Tell Thee của Roger Zelazny, một thủy thủ đã thoát khỏi con tàu Flying Dutchman bị nguyền rủa để rồi lại được Mary Celeste cứu lên.
Dean Koontz viết cuốn sách, Phantoms giải thích sự biến mất đồng loạt của mọi người tương tự Mary Celeste. Trong cuốn sách 'Kẻ thù Cũ' là nguyên nhân. Nó sống dưới đáy biển và chủ yếu ăn sinh vật biển, mỗi lần gặp một con tàu nó ăn thịt toàn bộ thủy thủ và hành khách trên boong.
Trong Babylon 5 một con tàu chở hàng tên gọi Marie Celeste được nhắc đến trong phần âm thanh nền. Đặc biệt, đó là con tàu chở Thomas (aka Jinxo) đi trong phần Grail.
Mary Celeste xuất hiện trong Vampire Hunter D: Raiser of Gales của Hideyuki Kikuchi. D trốn khỏi một nhà tù đa chiều, gây ra sự xé rách chuỗi liên tục không thời gian. Điều này khiến nhiều người biến mất khỏi lịch sử trước khi chuỗi không thời gian hồi phục, thủy thủ đoàn Mary Celeste trong số này.
Bộ phim năm 2002 Ghost Ship có một đoạn kể dài lê thê và không chính xác về Mary Celeste.
Tiểu thuyết năm 1973 của Thomas Pynchon, "Gravity's Rainbow", có đề cập một đoạn ngắn tới Mary-Celeste—dù viết là Marie-Celeste—so sánh nó với các đường hầm Mittelwerke: "Dù được tìm thấy trong tình trạng trôi dạt và ghê rợn, nhiều dấu hiệu cho thấy con người vừa có mặt tại đó, đây không phải là con tàu huyền thoại Marie-Celeste--nó không thể ngăn nắp như vậy..."

## Biểu thời gian
- 1861 - Amazon được đóng
- 1869 - Amazon đổi tên thành Mary Celeste
- 1872 - Chạy từ Thành phố New York tới Genoa, Ý ngày 7 tháng 11
- 1872 - Nhật ký hàng hải thuyền trưởng được ghi lần cuối ngày 24 tháng 11
- 1872 - Bảng tin trên tàu được ghi lần cuối ngày 25 tháng 11
- 1872 - Chiếc tàu được tìm thấy trong tình trạng bị từ bỏ ngày 4 tháng 12
- 1885 - Tàu đắm trên bãi đá ngầm khi thuộc quyền chỉ huy của thuyền trưởng Parker ngày 3 tháng 1
- 2001 - Xác tàu được tìm thấy tại Haiti (bị nghi ngờ)

## Bảng kê
Thủy thủ đoàn và hành khách được liệt kê trong Nhật ký hàng hải gồm:

### Thủy thủ đoàn
| Tên                  | Chức vụ            | Quốc tịch | Tuổi |
| -------------------- | ------------------ | --------- | ---- |
| Benjamin S. Briggs   | Thuyền trưởng      | Mỹ        | 37   |
| Albert C Richardson  | Thuyền phó         | Mỹ        | 28   |
| Andrew Gilling       | Thuyền phó thứ hai | Đan Mạch  | 25   |
| Edward W Head        | Phục vụ & Đầu bếp  | Mỹ        | 23   |
| Volkert Lorenson     | Thủy thủ           | Đức       | 29   |
| Arian Martens        | Thủy thủ           | Đức       | 35   |
| Boy Lorenson         | Thủy thủ           | Đức       | 23   |
| Gottlieb Gondeschall | Thủy thủ           | Đức       | 23   |

### Hành khách
| Tên                    | Địa vị           | Tuổi |
| ---------------------- | ---------------- | ---- |
| Sarah Elizabeth Briggs | Vợ thuyền trưởng | 30   |
| Sophia Matilda Briggs  | Con gái          | 2    |

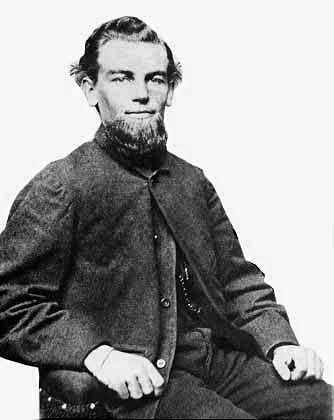
Thuyền trưởng Benjamin Briggs
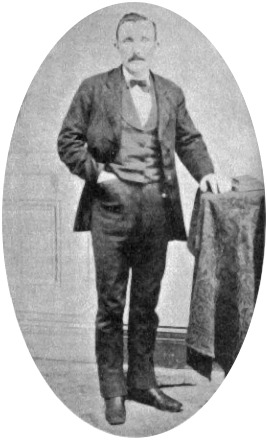
Thuyền phó thứ nhất Albert Richardson
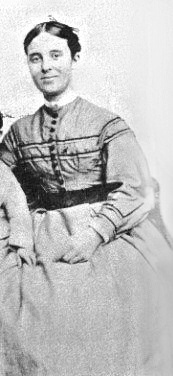
Sarah Briggs
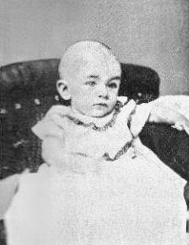
Sophia Briggs